# Taylorville
Taylorville és una població dels Estats Units a l'estat d'Illinois. Segons el cens del tenia 11.427 habitants.

## Demografia
Segons el cens del 2000, Taylorville tenia 11.427 habitants, 4.856 habitatges, i 3.039 famílies. La densitat de població era de 546,7 habitants/km².
Dels 4.856 habitatges en un 28,9% hi vivien nens de menys de 18 anys, en un 48,3% hi vivien parelles casades, en un 10,7% dones solteres, i en un 37,4% no eren unitats familiars. En el 32,9% dels habitatges hi vivien persones soles el 16,8% de les quals corresponia a persones de 65 anys o més que vivien soles. El nombre mitjà de persones vivint en cada habitatge era de 2,28 i el nombre mitjà de persones que vivien en cada família era de 2,89.
Per edats la població es repartia de la següent manera: un 24,1% tenia menys de 18 anys, un 7,3% entre 18 i 24, un 26,9% entre 25 i 44, un 21,9% de 45 a 60 i un 19,8% 65 anys o més.
L'edat mediana era de 39 anys. Per cada 100 dones de 18 o més anys hi havia 82,3 homes.
La renda mediana per habitatge era de 34.235 $ i la renda mediana per família de 43.223 $. Els homes tenien una renda mediana de 35.655 $ mentre que les dones 23.647 $. La renda per capita de la població era de 18.162 $. Aproximadament el 6,8% de les famílies i el 10,1% de la població estaven per davall del llindar de pobresa.

## Poblacions més properes
El següent diagrama mostra les poblacions més properes.

## Fills il·lustres
- Edward Mills Purcell (1912 - 1997) físic, Premi Nobel de Física de l'any 1952.